# Saint-Michel (chambre de rhétorique)
Pour les articles homonymes, voir Saint-Michel.
De Kersouwe (les Carsonniers) ou Sint-Michiel (saint Michel) est une chambre de rhétorique de Dunkerque.

## Bref historique

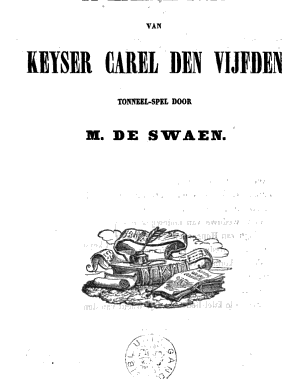
Page de titre de Keyser Carel den Vijfden (L'Empereur Charles Quint), réédition du XIX de la pièce de De Swaen, publiée d'abord en 1707.

Les Carsonniers, qui étaient sans doute les ancêtres de cette chambre, organisèrent un grand esbattement (genre de farce) en 1426, auquel assistaient les compagnons d'Audenarde.
Une chambre de « Retoricke van Dunkerke » participa le 29 juin 1495 au concours de Nieuport à l'occasion de la procession du sacrement.  Les plus anciens comptes de la ville mentionnent « les compaignons de la Retoricke », qui jouèrent non seulement devant l'hôtel de ville, mais aussi à l'intérieur.  Une même compagnie est régulièrement mentionnée dans les comptes de la ville jusqu'en 1557 et de nouveau en 1565 et 1571-1575,  Toutefois, les cinq sociétés de rhétorique de Dunkerque furent abolies par le duc de Parme en mai 1584.
La confrérie de Saint-Michel s'érigea néanmoins un peu après.  Quelques décennies plus tard fut constituée une nouvelle chambre ayant pour patron l'archange saint Michel.  Il se fait que dans les comptes de la ville de 1620-1621 est mentionnée une « confrérie de Saint-Michel, alias Rethorica »,.  Il existerait un rapport entre, d'un côté, le fait que, lors de la révolte des gueux, Dunkerque était une des villes dont les rhétoriciens étaient mal réputés sous le gouvernement aussi catholique qu’espagnol, et, de l'autre, le patronage par saint Michel de la chambre de rhétorique reconstituée, puisque l'archange était un des saints favoris de la cour, réputé destructeur des hérésies.  Probablement ce fut à la faveur de ce titre de confrérie que cette nouvelle société obtint le droit de vivre.  À la fin du XVIIe siècle, cette chambre portait aussi le nom De Kersouwe, ayant la devise Verblydt in den tydt (« Réjouissez-vous en temps opportun »).
Selon Carlier, la société atteignit son plus grand éclat en 1700, lorsque Michiel de Swaen remportait aux concours de nombreux prix.  À cette époque, le premier vicaire de la paroisse, M. Deseck, était doyen et administrateur de la chambre ; M. Hector, échevin, en était président, hoofdman, alors que De Swaen portait le titre de prince de la rhétorique qu'il conserva jusqu'à sa mort.  Parmi les membres de cette époque figurent l'avocat Pierre Lootens et l'imprimeur Pieter Labus, l'éditeur des Zedelycke rym-wercken en christelycke gedachten (Poésies morales et méditations chrétiennes) de De Swaen (1722), et des fragments de sa tragédie de la mort de Charles Quint (1702),  La devise poétique et typographique de Labus était : « geluck in druck » (jeu de mots [?] : « chance dans l'impression », mais aussi « chance malgré les vicissitudes »).  En 1700, les membres de cette chambre jouèrent la traduction que De Swaen, membre de la société depuis – au plus tard – 1688, fit du Cid de Corneille.
C'est donc De Swaen qui rendit célèbre, vers 1700, cette chambre de rhétorique, lorsqu'il commença à y réciter ses vers.  Un curieux incident se produisit lorsque Michiel de Swaen n'avait remporté que le deuxième prix au concours de Bruges en 1700, sa chambre s'opposa à cette décision des Brugeois et publia même son recours chez l'imprimeur dunkerquois Antoine-François Van Ursel l'année suivante.
Pieter Labus de Dunkerque, contemporain de De Swaen (dont il était aussi l'ami et le collègue à la chambre rhétoricienne de Saint-Michel), écrivit des pièces de vers auxquelles on attribue quelque mérite.  Son élégie sur la mort de De Swaen se trouve insérée dans le Vogel Phenix (L'Oiseau Phénix), un recueil de chansons néerlandaises imprimé en 1737.
L'emblème de la chambre était à l'époque la petite marguerite des champs, de carssouwebloeme ; de là aussi le nom de Carssouwieren, donné à ses membres, leur devise étant Verblyders in den tyd (« Se réjouissant dans le temps »).
Après la période marquée par l'activité littéraire de De Swaen, la société ne jeta plus que de pâles reflets jusqu'à ce qu'elle s'éteignit vers l'époque de la Révolution.  Un certain Lauwereyns, rentier dunkerquois, serait le dernier président de la chambre.

## Ressources

### Sources et références
1. ↑  Gilles Dionysius Jacobus Schotel, Geschiedenis der rederijkers in Nederland, volume 2, Amsterdam, J. C. Loman Jr., 1861, p. 247.
2. 1 2 3 4  Anne-Laure van Bruaene, « Sint-Michiel », Repertorium van rederijkerskamers in de Zuidelijke Nederlanden en Luik 1400-1650 (Le Répertoire numérique des chambres de rhétorique des Pays-Bas méridionaux et de la principauté de Liège), [En ligne], [s. d.], réf. du 29 juillet 2014.  [www.dbnl.org].
3. 1 2 3 4 5  Désiré Carnel, « Les Sociétés de rhétorique et leurs représentations dramatiques chez les Flamands de France », Annales du Comité flamand de France : Moedertael en Vaderland, tome V, 1860, p. 63-64.
4. ↑  Victor Derode, Histoire de Dunkerque, Lille, Reboux, 1852, p. 320.
5. ↑  Anne-Laure van Bruaene, Om beters wille : rederijkerskamers en de stedelijke cultuur in de Zuidelijke Nederlanden 1400-1650, Amsterdam, Amsterdam University Press, 2008, p. 180.
6. 1 2 3  Désiré Carnel, « Les Sociétés de rhétorique et leurs représentations dramatiques chez les Flamands de France », Annales du Comité flamand de France : Moedertael en Vaderland, tome V, 1860, p. 77.
7. ↑  Gilles Dionysius Jacobus Schotel, Geschiedenis der rederijkers in Nederland, vol. 2, Amsterdam, J. C. Loman Jr., 1861, p. 248.

#### Sur la littérature néerlandaise
- Littérature néerlandaise.

#### Sur les chambres de rhétorique
- Chambre de rhétorique ;
- Landjuweel.

#### Quelques chambres de rhétorique

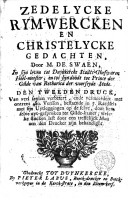
Page de titre des Zedelycke rym-wercken, de Michiel de Swaen, un ouvrage publié par Pieter Labus en 1722.

- La chambre de rhétorique De Avonturiers (Warneton) ;
- La chambre de rhétorique De Baptisten (Bergues) ;
- La chambre de rhétorique Het Bloemken Jesse (Middelbourg) ;
- La chambre de rhétorique Den Boeck (Bruxelles) ;
- La chambre de rhétorique De Corenbloem (Bruxelles) ;
- Eerste Nederduytsche Academie (Amsterdam) ;
- La chambre de rhétorique De Egelantier (Amsterdam) ;
- La chambre de rhétorique De Fonteine (Gand) ;
- La chambre de rhétorique De Gheltshende (Bailleul) ;
- La chambre de rhétorique De Lelie (Bruxelles) ;
- La chambre de rhétorique 't Mariacransken (Bruxelles) ;
- La chambre de rhétorique De Olijftak (Anvers) ;
- La chambre de rhétorique De Ontsluiters van Vreugde (Steenvoorde) ;
- La chambre de rhétorique De Persetreders (Hondschoote) ;
- La chambre de rhétorique De Royaerts (Bergues) ;
- La chambre de rhétorique Sainte-Anne (Enghien) ;
- La chambre de rhétorique De Violette (Bruxelles) ;
- La chambre de rhétorique De Violieren (Anvers) ;
- La chambre de rhétorique De Witte Angieren (Haarlem).